# Draculoides
Genre
Synonymes
- Paradraculoides Harvey, Berry, Edward & Humphreys, 2008

Draculoides est un genre de schizomides de la famille des Hubbardiidae.

## Distribution
Les espèces de ce genre sont endémiques d'Australie-Occidentale,.

## Liste des espèces
Selon Schizomids of the World (version 1.0) :
- Draculoides bramstokeri Harvey & Humphreys, 1995
- Draculoides brooksi Harvey, 2001
- Draculoides julianneae Harvey, 2001
- Draculoides mesozeirus Harvey, Berry, Edward & Humphreys, 2008
- Draculoides neoanthropus Harvey, Berry, Edward & Humphreys, 2008
- Draculoides vinei (Harvey, 1988)

et décrites ou déplacées depuis :
- Draculoides affinis (Framenau, Hamilton, Finston, Humphreys, Abrams, Huey & Harvey, 2018)
- Draculoides akashae Abrams & Harvey, 2020
- Draculoides anachoretus (Harvey, Berry, Edward & Humphreys, 2008)
- Draculoides belalugosii Abrams & Harvey, 2020
- Draculoides bythius (Harvey, Berry, Edward & Humphreys, 2008)
- Draculoides carmillae Abrams & Harvey, 2020
- Draculoides catho (Framenau, Hamilton, Finston, Humphreys, Abrams, Huey & Harvey, 2018)
- Draculoides celatus (Framenau, Hamilton, Finston, Humphreys, Abrams, Huey & Harvey, 2018)
- Draculoides christopherleei Abrams & Harvey, 2020
- Draculoides claudiae Abrams & Harvey, 2020
- Draculoides cochranus (Framenau, Hamilton, Finston, Humphreys, Abrams, Huey & Harvey, 2018)
- Draculoides confusus (Framenau, Hamilton, Finston, Humphreys, Abrams, Huey & Harvey, 2018)
- Draculoides eremius (Abrams & Harvey, 2015)
- Draculoides gnophicola (Harvey, Berry, Edward & Humphreys, 2008)
- Draculoides immortalis Abrams & Harvey, 2020
- Draculoides karenbassettae Abrams & Harvey, 2020
- Draculoides kryptus (Harvey, Berry, Edward & Humphreys, 2008)
- Draculoides mckechnieorum Abrams & Harvey, 2020
- Draculoides minae Abrams & Harvey, 2020
- Draculoides noctigrassator Abrams & Harvey, 2020
- Draculoides nosferatu Abrams & Harvey, 2020
- Draculoides obrutus (Framenau, Hamilton, Finston, Humphreys, Abrams, Huey & Harvey, 2018)
- Draculoides piscivultus Abrams & Harvey, 2020
- Draculoides trinity (Framenau, Hamilton, Finston, Humphreys, Abrams, Huey & Harvey, 2018)
- Draculoides warramboo Abrams & Harvey, 2020

## Systématique et taxinomie
Paradraculoides a été placé en synonymie par Abrams, Huey, Hillyer, Humphreys, Didham et Harvey en 2019.

## Publication originale
- Harvey, 1992 : « The Schizomida (Chelicerata) of Australia. » Invertebrate Taxonomy, vol. 6, no 1, p. 77-129.